# Yomiuri Giants

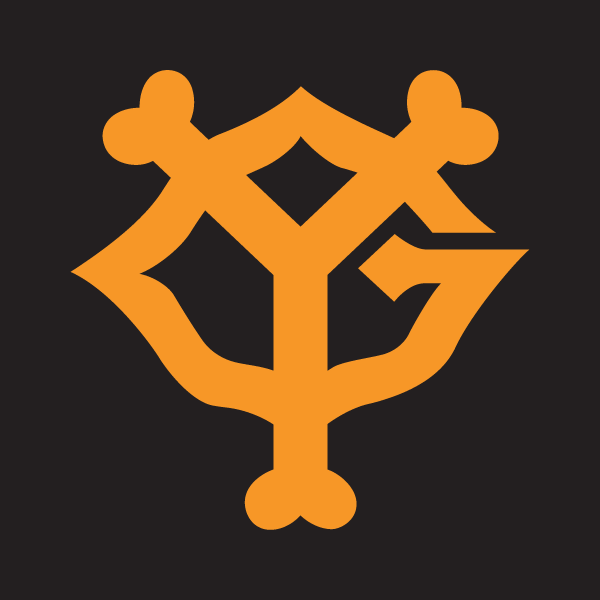
Yomiuri Giants Insignia

Yomiuri Giants (japanska: 読売ジャイアンツ, Hepburnromanisering: Yomiuri Jaiantsu, formellt namn Yomiuri Kyojingun (読売巨人軍)) är ett professionellt japanskt basebollag som spelar i Nippon Professional Baseball. Klubbens hemmaarena är Tokyo Dome i Tokyo och den ägs av det japanska tidningsföretaget Yomiuri.